# Vladimír Krýš

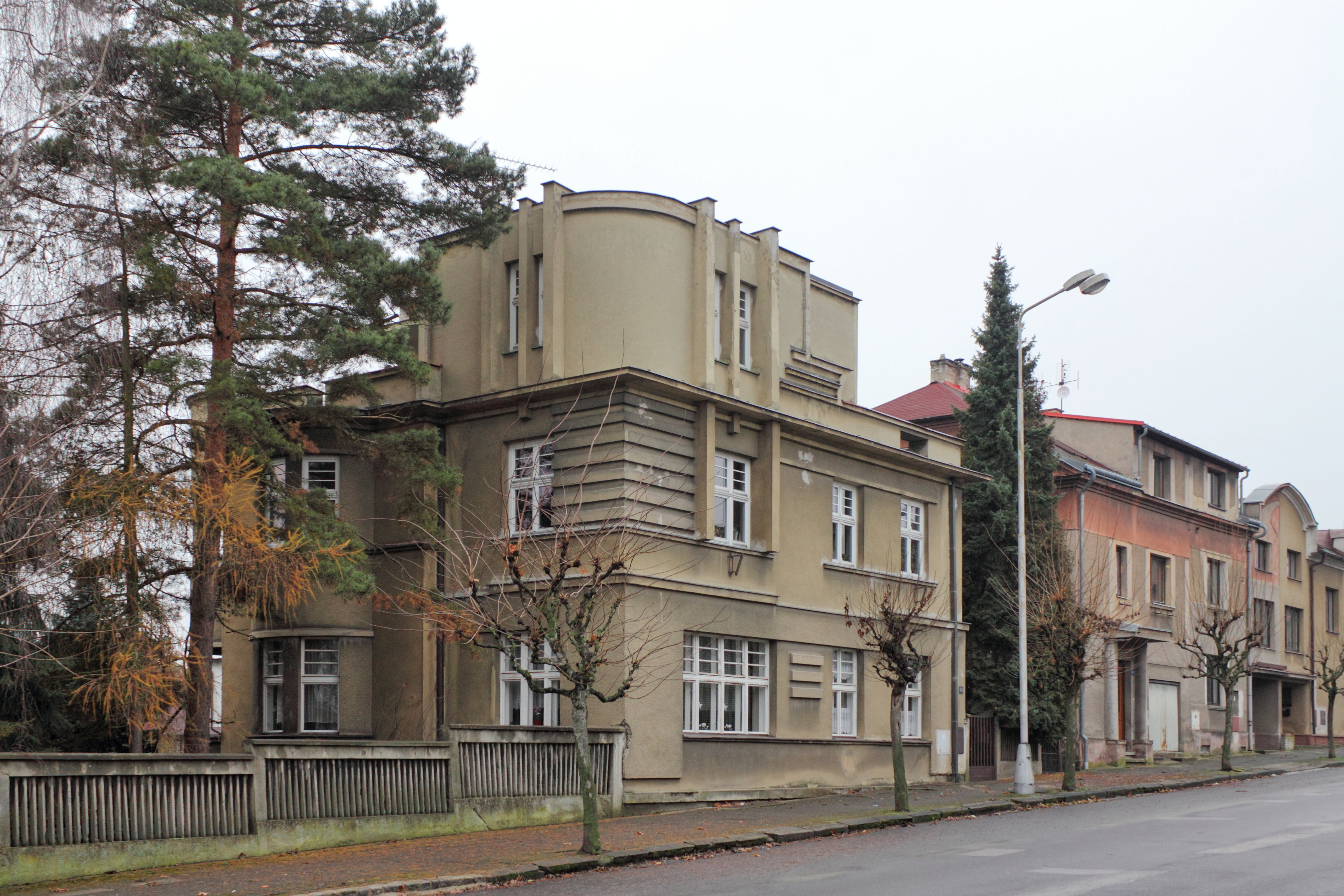
Krýšova vlastní vila v Turnově

Vladimír Krýš (15. června 1897 Malšovice – 12. dubna 1951 Turnov) byl český stavitel a architekt působící zejména v Turnově a okolí.

## Život
Po vyučení u českodubského zedníka Josefa Rybáře a stavitele Eduarda Arlta nastoupil do stavební firmy a nedlouho na to byl povolán do vojenské služby (1916–1920), kde se uplatnil u technických a stavebních oddílů, též jako kartograf (po válce si udělal i kurz kartografie a geodézie). Poté působil v další stavební firmě, roku 1926 získal oprávnění zednického mistra a 1928 stavitele. Od roku 1927 vedl vlastní firmu.
Řada jeho realizovaných staveb nevybočuje z průměrnosti, ve 21. století se upřel zájem zejména na jeho stavby pod vlivem expresivní moderny.

## Realizované stavby
výběr:
- Vila Antonína Žáka v Turnově (1928-1929)
- Vlastní vila v Turnově (1929-1930)
- Husův sbor v Turnově (1937-1939)
- Sbor Dr. Karla Farského v Semilech (1938)